# AP 中文與文化
大学先修课程：中文与文化（Advanced Placement Chinese Language and Culture，簡稱AP 中文）是美国大学理事会大学先修课程中的一部分。 它根据美国外语教学理事会语言鉴定大纲(American Council on the Teaching of Foreign Languages，ACTFL)所规定的中级标准考察学生语言运用水平。课程中语言与文化绝大多数通过汉语来进行教学。AP 中文在2007年5月9日进行了第一次考试。许多汉语为母语的学生参加了考试，导致满分试卷占总成绩的绝大多数。

## 试卷结构
AP 中文考试时长约为2小时15分钟。它测试現代標準漢語中的人际性、解释性、表述性的交流技巧，同时测试中华文化。
第一部分为选择题.
- Part A: 听力
- Part B: 阅读

第二部分为自由问答，要求考生进行书面或口头回复。
- Part A: 写作
- Part B: 口述

## 成绩分布
2010年、2011年、2012年的成绩分布为:
| 分数     | 2010  | 2011  | 2012  |
| -------- | ----- | ----- | ----- |
| 5        | 76.7% | 72.3% | 71.1% |
| 4        | 13.2% | 13.9% | 13.2% |
| 3        | 6.6%  | 9.2%  | 10.9% |
| 2        | 1.5%  | 2.1%  | 2.3%  |
| 1        | 2.0%  | 2.5%  | 2.5%  |
| 平均值   | 4.61  | 4.51  | 4.48  |
| 考生人数 | 6,388 | 7,970 | 9,357 |